# Réunion d'Apalachin

Plus de 60 personnes ont été arrêtées.

La réunion d'Apalachin (« Apalachin meeting ») est une réunion qu'a tenue la mafia américaine dans la maison du gangster Joseph « Joe the Barber » Barbara (en) à Apalachin le 14 novembre 1957,. Apparemment, la réunion a eu lieu pour discuter de plusieurs sujets dont le prêt usuraire, le trafic de stupéfiants et le jeu, et pour partager les opérations illégales de feu Albert Anastasia,. Il semble qu'environ 100 mafiosi en provenance des États-Unis, du Canada et d'Italie ont assisté à cette réunion.
L'attention des forces de polices locales et d'État est éveillée par le grand nombre de voitures de luxe avec des plaques minéralogiques de tout le pays arrivant dans ce qui a été décrit comme « le paisible hameau d’Apalachin. » Après avoir bloqué les routes, la police intervient dans la réunion, ce qui pousse un grand nombre des participants à fuir dans les bois. Plus de 60 chefs du crime sont arrêtés et inculpés à la suite du raid. Un des résultats les plus immédiats de « l'Apalachin Meeting » est qu'il a aidé à confirmer l'existence d'une mafia américaine auprès du public, alors que certaines personnes, en particulier l'inamovible directeur du FBI J. Edgar Hoover, ont longtemps refusé de reconnaître publiquement son existence,,.